# Luokanjärvi (sjö i Taivalkoski, Norra Österbotten, Finland)
Luokanjärvi eller Luokkajärvi är en sjö i Finland. Den ligger i kommunen Taivalkoski i landskapet Norra Österbotten, i den norra delen av landet, 600 km norr om huvudstaden Helsingfors. Luokanjärvi ligger 238,2 meter över havet. Arean är 60,6 hektar och strandlinjen är 4,43 kilometer lång. Sjön  ingår i Ijo älvs huvudavrinningsområde. 